# تنگه برینگ (موسیقی)
تنگه برینگ(به انگلیسی: Bering Strait) یک گروه موسیقی روسی است که اجراهایش تلفیقی از موسیقی کانتری و موسیقی محلی روسیه بود. سبک موسیقی این گروه را بیشتر با عنوان ردگرس(کنایه ای به موسیقی بلوگرس) می شناسند. بزرگترین موفقیت گروه نامزدی جایزه گرمی در سال ۲۰۰۳ میلادی بود. این گروه در سال ۲۰۰۶ منحل شد.